# Борисов, Валерий Викторович
Вале́рий Ви́кторович Бори́сов (28 февраля 1960) — советский и российский футболист, нападающий, российский тренер.

## Карьера

### Игрока
С 1984 по 1988 год играл за пермскую «Звезду», в 144 матчах забил 41 гол и стал в 1987 году вместе с командой обладателем Кубка РСФСР. С 1989 по 1990 год выступал за «Кубань», провёл 42 встречи и забил 3 мяча в первенстве, и ещё 1 матч сыграл в Кубке СССР. Состоял в ВЛКСМ.
Сезон 1991 года провёл в «Кубани» тимашевской, в 29 встречах забил 6 голов. С 1992 по 1996 год играл за краснодарский «Колос», в 148 поединках первенства отметился 37 мячами, и ещё провёл 4 матча и забил 1 гол в розыгрышах Кубка России.
В сезоне 1997 года снова выступал за «Кубань», сыграл 29 встреч и забил 3 мяча в первенстве, провёл 2 матча и забил 1 гол в Кубке, в том числе принял участие в игре 1/16 финала с командой Высшей лиги «Черноморец», и ещё принял участие в 3 поединках и забил 1 мяч за «Кубань-д» в Третьей лиге. В 1998 году защищал цвета «Кузбасса», в 28 встречах первенства забил 1 гол, и ещё 1 матч сыграл в Кубке России.
Всего за время карьеры провёл более 200 матчей в третьих по значимости профессиональных лигах СССР и России, более 100 игр во вторых по значимости профессиональных дивизионах и выходил на поле в Кубке России, начиная с той стадии, когда в борьбу за трофей вступают клубы наивысшей по уровню лиги.

### Тренера
В 2001 году был играющим тренером в «Немкоме», который привёл к званию чемпиона России среди любителей. Затем возглавлял клуб в сезоне 2002 года — единственном профессиональном в истории команды.
Работал тренером в школе резерва ФК «Кубань».

## Достижения
- Обладатель Кубка РСФСР: 1987